# Ochthoeca jelskii
Ochthoeca jelskii là một loài chim trong họ Tyrannidae.